# Afrotridactylus koenigsmanni
Afrotridactylus koenigsmanni is een rechtvleugelig insect uit de familie Tridactylidae. De wetenschappelijke naam van deze soort is voor het eerst geldig gepubliceerd in 1994 door Günther.